# 15 (映像作品)
『15』（じゅうご）は、aikoの8作目のライブビデオ。DVDは2013年4月3日に、Blu-ray Discは同年5月1日に、ポニーキャニオンからそれぞれ発売された。

## 概要
2011年に開催されたライブハウスツアー「Love Like Rock vol.5」のZepp Tokyo公演、2012年8月30日に茅ヶ崎で開催された野外フリーライブ「Love Like Aloha vol.4」、2013年に開催されたアリーナツアー「Love Like Pop vol.15 add.」の横浜アリーナ公演の模様をそれぞれ収録し、3枚組のディスクとして発売。Blu-ray Disc規格によるリリースはaikoとしては初になる。2013年3月に開設された彼女の公式YouTubeチャンネルでDVD版の予告映像が公開された。
DVD版の初回生産限定盤は「初回限定スペサルBOX仕様」としてリリース。aikoのイラストが描かれたパスステッカー2枚が封入されている。
Disc1とDisc3にはそれぞれの公演のメイキングとしてバックステージ映像を映像特典として収録。ただし、Disc3のメイキング映像は2012年に開催されたホールツアー「Love Like Pop vol.15」本公演のものである。その他、各ディスクにaikoの映像作品恒例の「隠し映像」が収録されている。

## 収録曲

### Disc1「Love Like Rock vol.5」
1. 恋愛ジャンキー
2. エナジー
3. 鏡
4. milk
5. 恋愛
6. 密かなさよならの仕方
7. ぬけがら
8. 寒いね...
9. 二人の形
10. 悪口
11. ロージー
12. 飛行機
13. キスする前に
14. どろぼう
15. 二人
16. ライン
17. ずっと
18. be master of life
19. 恋のスーパーボール
20. 愛の病

### Disc2「Love Like Aloha vol.4」
1. milk
2. 愛の病
3. 夏が帰る
4. ジェット
5. ぬけがら
6. くちびる
7. メドレー
  1. 波乗りジョニー
  2. 相合傘
  3. Smooch!
  4. おやすみなさい
  5. キラキラ
  6. 恋のスーパーボール
  7. マンピーのG★SPOT
  8. be master of life
8. カブトムシ
9. 鏡
10. 運命
11. ボーイフレンド
12. 二人
13. 花火

### Disc3「Love Like Pop vol.15 add.」
1. ジェット
2. 白い道
3. 猫
4. Power of Love
5. より道
6. ココア
7. くちびる
8. Aka
9. 傷跡
10. 二時頃
11. カブトムシ
12. ぬけがら
13. 運命
14. 相合傘
15. キスする前に
16. be master of life
17. クラスメイト
18. 自転車
19. 桜の時
20. beat

## サポートメンバー
- キーボード：佐藤達哉（Disc1,Disc2,Disc3）
- ギター：秋山浩徳（Disc2,Disc3）
- ギター：浜口高知（Disc1）
- ギター：弥吉淳二（Disc1,Disc2,Disc3）
- ベース：須長和広（Disc1,Disc2,Disc3）
- ドラムス：佐野康夫（Disc1,Disc2,Disc3）
- トランペット：小林太（Disc1,Disc2,Disc3）
- サックス：庵原良司（Disc1,Disc2,Disc3）
- トロンボーン：霜田裕司（Disc1,Disc2,Disc3）
- ストリングス：真部裕ストリングス（Disc3）